# Evippomma
Evippomma es un género de arañas araneomorfas de la familia Lycosidae. Se encuentra en África y Sur de Asia.

## Lista de especies
Según The World Spider Catalog 12.0:
- Evippomma albomarginatum Alderweireldt, 1992
- Evippomma evippiforme (Caporiacco, 1935)
- Evippomma evippinum (Simon, 1897)
- Evippomma plumipes (Lessert, 1936)
- Evippomma simoni Alderweireldt, 1992
- Evippomma squamulatum (Simon, 1898)